# Capella Simfònica Estatal de Rússia
La Capella Simfònica Estatal de Rússia (en rus: Государственная академическая симфоническая капелла России), també coneguda fora de Rússia com Orquestra Filharmònica Estatal de Rússia (Russian State Philharmonic Orchestra), és una orquestra simfònica i cor de Rússia, amb seu a Moscou. Es va crear el 1991 mitjançant la fusió de l'Orquestra Simfònica del Ministeri de Cultura de l'URSS dirigida per Guennadi Rojdéstvenski, que havia estat creada per Samuïl Samossud el 1957, i el Cor de Cambra Estatal de l'URSS dirigit per Valeri Polianski. Des de llavors, la direcció musical de tots dos conjunts va ser assumida per Polianski.

## Directors
- Samuïl Samossud (1957-1964)
- Iuri Aronovitx (1964-1971)
- Maksim Xostakóvitx (1971-1981)
- Guennadi Rojdéstvenski (1981-1992)
- Valeri Polianski (1992-)